# Donald et le Gorille
Pour plus de détails, voir Fiche technique et Distribution.
Donald et le gorille (Donald Duck and the Gorilla) est un dessin animé de la série des Donald Duck produit par Walt Disney pour RKO Radio Pictures, sorti le 31 mars 1944.

## Synopsis
Donald et les neveux se retrouvent, durant une nuit d'orage, confrontés à un gorille...

## Fiche technique
- Titre original : Donald Duck and the Gorilla
- Titre français : Donald et le gorille
- Série : Donald Duck
- Réalisateur : Jack King
- Scénario : Roy Williams
- Voix : Clarence Nash (Donald et ses neveux)
- Animateur : Jack King, Joshua Meador, Judge Whitaker, Marvin Woodward
- Producteur : Walt Disney̠
- Société de production : Walt Disney Productions
- Distributeur : RKO Radio Pictures
- Date de sortie : 31 mars 1944[1]
- Format d'image : couleur (Technicolor)
- Son : Mono (RCA Photophone)
- Durée : 7 min
- Langue : (en)
- Pays :  États-Unis

## Voix françaises

### 1erdoublage (1985)
- Michel Elias : Donald Duck, Riri, Fifi et Loulou
- Roger Carel : Ajax le Gorille
- Patrick Guillemin : Journaliste à la radio

### 2edoublage (1989)
- Sylvain Caruso : Donald Duck, Riri, Fifi et Loulou
- Patrick Guillemin : Journaliste à la radio

### 3edoublage (1997)
- Sylvain Caruso : Donald Duck, Riri, Fifi et Loulou
- ??? : Journaliste à la radio

### 4edoublage (exploité dansMickey, le club des méchants, 2002)
- Sylvain Caruso : Donald Duck
- Martine Regnier : Riri, Fifi et Loulou
- Bernard Métraux : Journaliste à la radio

## Commentaires
En 1985, une vidéocassette japonaise intitulée Bakemono no hanashi (Histoires qui font peur) contenant la séquence La Légende de la Vallée endormie du film Le Crapaud et le Maître d'école (1949), Les Revenants solitaires (1937), Donald et le Gorille (1944), Donald et la Sorcière (1952) et des extraits de La Danse macabre (1929) comme interludes, a été éditée afin de promouvoir l'attraction Cinderella Castle Mystery Tour de Tokyo Disneyland.

## Titre en différentes langues
D'après IMDb :
- Argentine : Donald y el gorila
- Suède : Gorillajakt, Kalle Anka och gorillan